# Оркенієт (Мактааральський сільський округ)
Оркеніє́т (каз. Өркениет) — село у складі Мактааральського району Туркестанської області Казахстану. Входить до складу Мактааральського сільського округу.
У радянські часи село називалось Інтернаціональне.
Населення — 2351 особа (2021; 1357 у 2009, 352 у 1999, 116 у 1989).